# CGE (企業)
株式会社CGE（カバーガールエンターテインメント）は、福岡県福岡市薬院に本社を置く、芸能プロダクション・人材派遣・広告物
制作会社である。

## 所属者
- 倉本 知尋
- 天宮 芽唯
- 有佐
- 原 愛音
- 秋山 由季奈
- 神﨑 思帆
- 立木 綾乃
- 大塚 桃子
- ローラ
- 田村 優奈
- 鹿田 実央
- 森田 菜月
- 馬淵 由季
- 高山 美紀
- 高山 かりん
- 山形 麻由香
- 聖華
- AKI
- 楠田 瑠美
- 鈴木 彩花
- 保田 優希
- 佐久間 夏帆
- AYAKA
- 留衣
- Keiri
- SASHA
- 栞奈
- Kei
- 伊藤 貴美子
- 萌葉
- 金子 歩
- あわた かれん
- 田中 杏奈
- ラケル
- 松藤 茉鈴
- 猪村 有希
- 清永 茉那
- 井上 麻里
- 松岡 みずき
- 尾崎 亜美
- 千紘
- 本徳のりこ
- 貝原 亜弥
- 金本 みさき
- 翠
- 葉山 しょうこ
- 悠乃
- 永田 紗梨奈
- 佐藤 彩水
- 越智梨乃
- 弓削瑚及美
- 松井 絵莉
- 柴田 彩加
- 篠原 優奈
- 野中 優希奈
- かのん
- 上野 さくら
- 陣野 春日
- 陣野小和
- 山津 彩花
- 小田　千晴
- ジェフ太郎
- 東 ヨシアキ
- 柳鶴マコト
- 伊東 拓己
- 森 武士
- 大島 侑良
- 甲斐 僧耶
- 桑原 謙
- 大須賀 将人
- アルテム
- 緒方祐紀
- 小川 大介
- 岩瀬 圭輔
- 髙城 貴子
- 小川 沙織
- Chicaco
- 真己
- 藤竹 こずえ
- 衛藤 愛
- 秋元 カナ
- 武藤 艶子
- 下川 ゆに
- 下川 ゆらい
- 岡 あかり
- 吉田 惺南
- くらら
- 山本 颯人
- 松石 陸杜
- 松石 爽意
- 高橋 蒼衣
- 綾乃
- 丸ノ甫
- 山田 芽依
- 山田 彩紗

## 元所属者（移籍も含む）
- 奈緒（株式会社 アービング 所属）
- 今田 美桜（株式会社 コンテンツ 3 所属）
- 町田 悠宇（株式会社 T-TRIBE ENTERTAINMENT 所属）
- 小野寺 南友（株式会社 館岡事務所 所属）
- 佐藤 あいり（HIGH KICK 所属）
- 渡辺アリサ
- 山口厚子
- 鈴木歩惟
- 山下愛葵